# Enrique Mata
Enrique Mata Cabello (Las Quemadas, 15 juni 1985) is een Spaans voormalig professioneel wielrenner. Hij reed in zijn carrière voor onder andere Saunier Duval en Footon-Servetto-Fuji.
Hij nam in 2006 deel aan het wereldkampioenschap wielrennen maar wist geen ereplaats te behalen.
Enrique Mata is de jongere broer van wielrenner Martin Mata.

## Overwinningen
2005
- 2e etappe Ronde van Navarra

## Resultaten in voornaamste wedstrijden
| Jaar | Ronde van Italië | Ronde van Frankrijk | Ronde van Spanje |
| ---- | ---------------- | ------------------- | ---------------- |
| 2010 |                  |                     | 120e             |

| Jaar | Cyclassics Hamburg |
| ---- | ------------------ |
| 2010 | 8e                 |